# Granda (Siero)
Granda es una parroquia del concejo de Siero, en el Principado de Asturias (España); y un lugar de dicha parroquia. Alberga una población de 1.770 habitantes (INE 2011) en 804 viviendas. Ocupa una extensión de 9,63 km².
Está situada a 8 km de la capital, en la zona oeste del concejo. Limita al noroeste con la parroquia de Lugones; al norte con las de Viella y Bobes; al noreste con Barreda; al sureste con Tiñana; al sur con Limanes; y al oeste con la de Oviedo, perteneciente al concejo del mismo nombre.
En el lugar de Granda se localiza la iglesia parroquial, dedicada a San Pedro, con elementos románicos, planta basilical y dos naves laterales pequeñas, con cabecera rematada en ábside semicircular.

## Poblaciones
Según el nomenclátor de 2011 la parroquia está formada por los barrios de:
- Les Borronaes (aldea): 36 habitantes.
- El Campo (El Campu) (lugar): 128 habitantes.
- Castañera (aldea): 24 habitantes.
- Colloto (Colloto/Cualloto) (lugar): 662 habitantes.
- Folgueras (Les Folgueres) (aldea): 113 habitantes.
- Granda (lugar): 258 habitantes.
- Moreo (lugar): 60 habitantes.
- Las Peñas (Les Peñes) (aldea): 26 habitantes.
- La Quinta Flórez (aldea): 79 habitantes.
- La Sierra (lugar): 384 habitantes.